# Sofies värld
Sofies värld (originaltitel: Sofies verden) är en roman från 1991 av Jostein Gaarder, i svensk översättning 1993. Den var världens mest sålda bok 1995.[källa behövs] Romanen har undertiteln "Roman om filosofins historia". Den har översatts till 54 språk och har tryckts i mer än 30 miljoner exemplar.
Ursprungligen skrevs boken som en "kommentar" till författarens roman Spelkortsmysteriet från 1990 (svensk översättning 1992). När huvudpersonen i Spelkortsmysteriet kommer hem skall han gå på biblioteket och hitta en bok som skulle kunna förklara de filosofiska frågorna. Men boken fanns inte och därför har den skrivits.

## Handling
Huvudpersonen Sofie, som lever i Norge år 1990, får oväntat flera mystiska brev från filosofen Alberto Knox, med filosofiska frågor; det blir en hel brevkurs i filosofi. Till början handlar den om Bibeln och senare fortsätter den med stora filosofer, bland annat Sokrates, Immanuel Kant och Sigmund Freud.
Boken är ett exempel på metalitteratur. Mot slutet av romanen inser Sofie att hon är en fiktiv person i en bok, som en norsk FN-soldat skriver hem till sin dotter (Hilde Møller Knag) för att undervisa henne i filosofi. Det är även denna bok som läsaren läser fram till att Sofie upptäcker detta. En av de viktigaste filosoferna för berättelsen är därför George Berkeley, som hävdade att det inte finns någon "objektiv" värld bortom vår perception.

## Adaptioner
Romanen ligger till grund för den norska filmen Sofies värld från 1999. Den har även kommit ut som något slags enkelt datorspel.